# Claes Adam Wachtmeister (1795–1873)

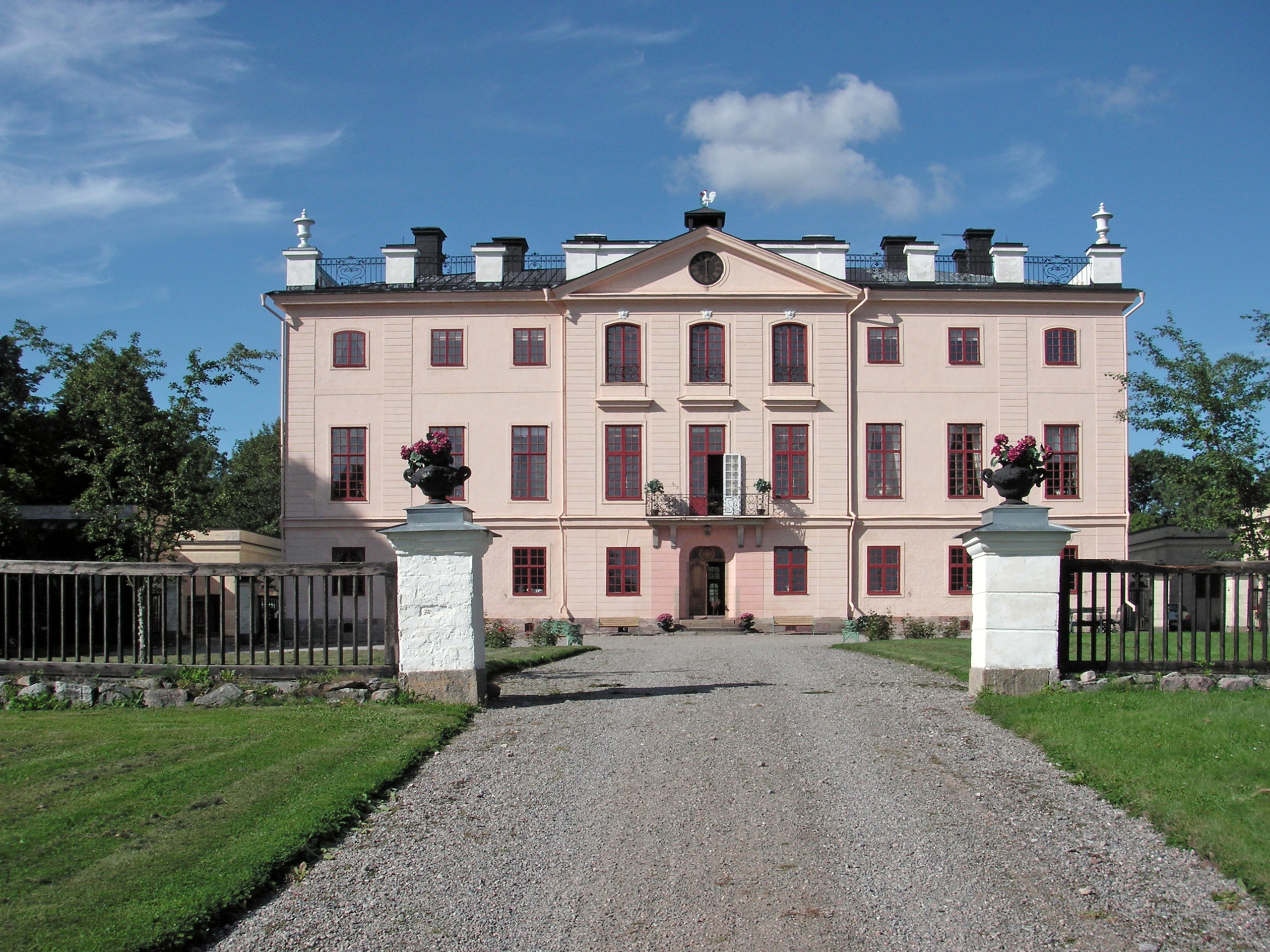
Tistads slott.

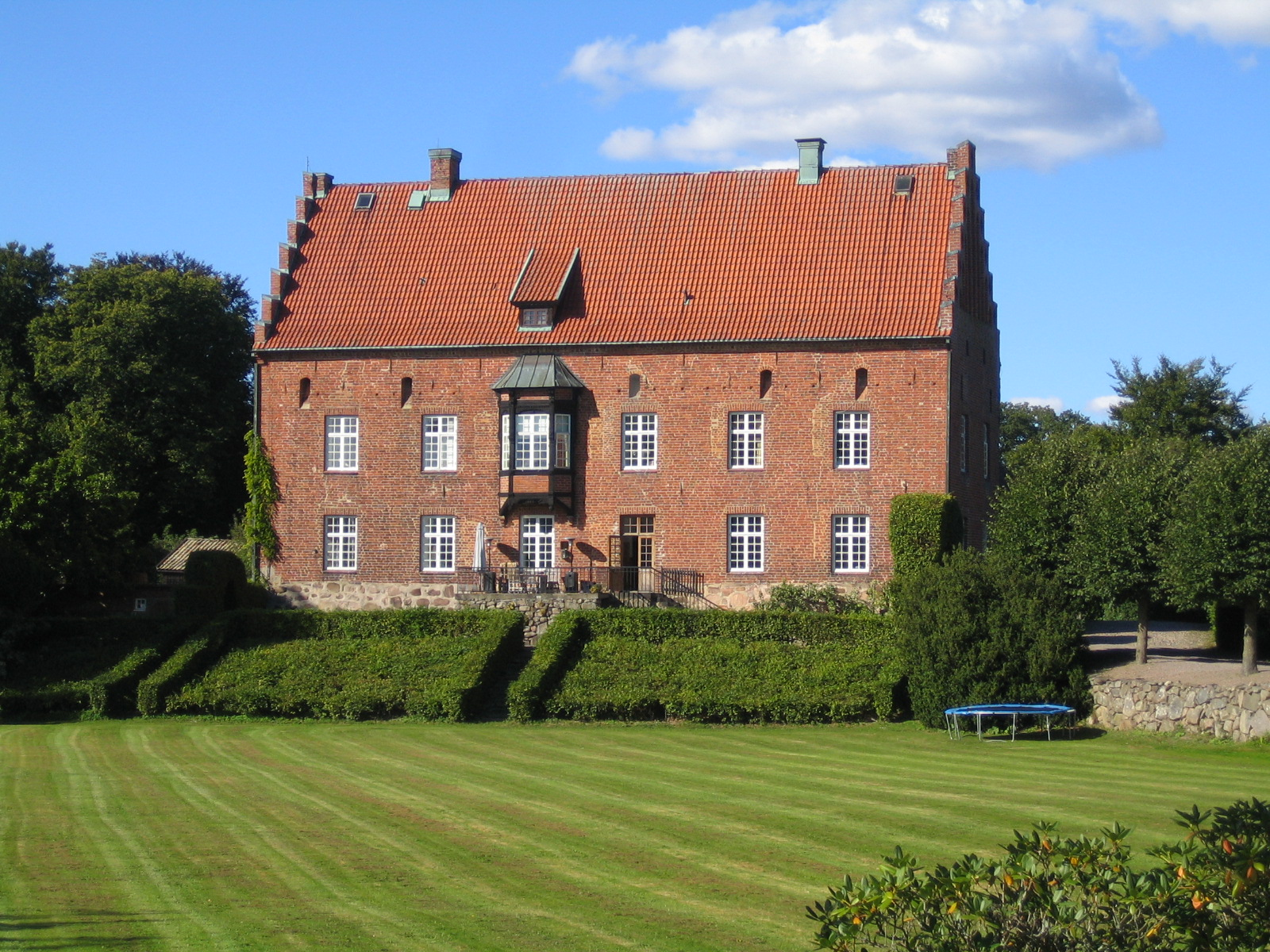
Knutstorps borg.

Claes Adam Wachtmeister, född 28 mars 1795 på Bålby i Skagershults socken, Örebro län, död den 23 november 1873 i Stockholm, var svensk greve, militär och ägare till godsen Tistad och Nääs i Södermanland, samt Knutstorp och Kongaö i Skåne. Han var son till  generalen Gustav Wachtmeister och  Henriette Elisabet Falkenberg af Bålby. 

## Militär karriär
Wachtmeister avlade officersexamen den 15 september 1812 och blev den 27 oktober samma år utnämnd till fänrik vid Svea livgarde. Han blev 1817 stabslöjtnant vid regementet. Till kapten vid Svea livgarde utnämndes han den 5 november 1821.
Då utsikterna till karriär vid Svea livgarde syntes relativt små, sökte han sig över till ett landsortsregemente, nämligen Värmlands fältjägarregemente och blev där 1:e major den 16 oktober 1823.
Nio år senare, den 14 juni 1832, avancerade han till överstelöjtnant vid samma regemente. Året därpå, den 2 mars 1833, erhöll han nådigt avsked.

## Lanthushållning
Att han lämnade den militära banan sammanhängde med helt ändrade levnadsförhållanden. Sedan hans äldre broder Carl Axel år 1832 avlidit utan att efterlämna bröstarvingar, kom Knutstorps egendom i Skåne att tillfalla honom. Knutstorp hade tidigare ägts av brödernas ogifte farbror Arvid Alarik som levde mellan 1758 och 1826. Då han samtidigt fick i uppdrag att förvalta faderns efterlämnade jordegendomar, främst Tistad och Nääs, måste han avstå från den militära tjänsten.

## Familjeliv
Några år efter avskedet bildade han familj och gifte sig den 29 maj 1835 i Landskrona, vid 40 års ålder, med grevinnan Amalia Regina Wrangel av Sauss (1816–1877). Hon var dotter till generalmajoren greve Fredrik Ulrik Wrangel av Sauss (1760–1853) och hans maka Ulrika Lovisa Ehrenborg (1785–1861). Åtta barn föddes inom äktenskapet, av vilka dessa fyra uppnådde vuxen ålder:
- Gustaf Fredrik, född 27 juli 1836 på Knutstorp, död där 8 december 1910. Ryttmästare.
- Henrietta Ulrika, född 29 augusti 1842 på Knutstorp, död ogift 21 oktober 1887 på Näs, som hon ägde.
- Charlotta, född 8 mars 1844 på Knutstorp, gift 1865 med friherre Malte Ramel (1838–1882), död 4 september 1926 på Vidarp (Hviderup).
- Axel Fredrik Claesson, född 10 februari 1855 på Tistad, död 6 september 1919 i Stockholm. Universitetskansler.

Claes Adam Wachtmeister är begraven på Bärbo kyrkogård tillsammans med sin hustru och dotter.